# Spread the Word Around
Spread the Word Around is een single van het Belgisch muziekproject Fiocco uit 1998.
Het nummer verscheen op het album The Spirit uit 1998. Op de single stonden voorts nog volgende versies van het nummer:
2. vocal extended
3. Pat Krimson Remix
4. Absolom Remix
5. Fumarola's version
6. Extended version
Spread the Word Around verbleef 13 weken in de top 50, van 2 mei 1998 tot 25 juli 1998, en bereikte als hoogste positie de 2e plaats.